# Кошта, Алешандрина Мария да
Алешандрина Мария да Кошта (30 марта 1904, Балазар — 13 октября 1955, Балазар), также известная как Алешандрина Балазарская — португальский мистик, беатифицированная 25 апреля 2004 года папой Иоанном Павлом II.
Родилась в сельской семье, которую отец бросил в её раннем возрасте. В 14 лет её наниматель вместе с тремя другими мужчинами пытался вломиться в её комнату. Алешандрина выпрыгнула в окно с высоты 4 метров и повредила позвоночник. Через 5 лет это привело к параличу. Последующие годы она посвятила себя служению Господу.
Её посещали многочисленные видения Девы Марии и Иисуса с просьбой обращения мира Пресвятому Непорочному сердцу Божьей матери. В июне 1938 года, при содействии её духовника отца Мариано Пиньо, несколько епископов Португалии написали Папе Пию XI просьбу о таком посвящении. Просьбы повторялись до 1941 года, пока Святой престол не запросил у Архиепископа Браги дополнительные сведения об Алешандрине.
Впоследствии, 31 октября 1942 года состоялось Посвящение мира Непорочному сердцу Девы Марии.
С декабря 1938 года состояла в регулярной переписке с сестрой Лусией.
Согласно официальной биографии, после 1942 года и до самой смерти она ничего не ела, кроме ежедневного Святого Причастия. Её вес при этом составлял 33 килограмма. Факт голодания был неоднократно освидетельствован разными докторами.